# Агыбай-батыр
Агыба́й-баты́р, Агыбай Конырбаев (каз. Ақжолтай Ағыбай батыр Қонырбайұлы; Шубыртпалы́ Агыбай, каз. Шұбыртпалы Ағыбай; 1802—1885) — один из руководителей народно-освободительного восстания 1837—1847 годов под предводительством Кенесары Касымова против колониальной политики России. Родился и вырос возле гор Сарыарки в Карагандинской области — Кызылтау, Ортау, Актау, Улытау, примыкающих к Балхашу, Бетпакдале. Похоронен в 80-90 км от Агадыра, у реки Каратал, возле гор Тайаткан, Шунак. Агыбай батыр происходит из рода шубыртпалы племени аргын среднего жуза. Мать Агыбай батыра, Койсана, происходит из влиятельного рода среднего жуза — таракты. Она дочь верного друга и знаменосца Абылай хана батыра Наймантайулы Байгозы. Впервые Агыбай отличился мужеством, отвагой, решительностью в 1824 году в восстании против политики царской России в окрестностях Каркаралы. После этого его признали как стойкого батыра и талантливого военачальника

## Восстание
Агыбай батыр участвовал в налаживании посольских отношений с тюркоязычными народами для объединенной борьбы против политики царизма. Впервые взял в руки оружие в 13 лет. В 1824 году Агыбай батыр принимал активное участие в восстании против колониальной политики России в Каркаралинском регионе. В 1826 году повстанцы, возглавляемые Агыбай батыром, штурмовали Каркаралинск. В результате успешной атаки им удалось освободить заложников и вернуть конфискованный скот. Его люди не боялись противостоять пушкам и ружьям обученных солдат. В 1827 году на аул Агыбай батыра напал вооруженный отряд из 200 человек, это были люди майора Мингриева и султана Турсуна Чингисова. В жестоком бою пало 58 казахов.
После того, как султан Касым погиб, воины во главе с Агыбаем разгромили узбекское войско у реки Шу, чем ослабили влияние узбеков в Туркестанских краях. В 1837 году Агыбай батыра выбрали главным военачальником. Под непосредственным руководством Кенесары хана воинские соединения во главе с Агыбаем совершали нападения на опорные крепости России в Казахстане — Каркаралы,Акмолу, Актау, Екатеринбург. Царские войска несли большие потери.
В период 1826—1849 годов сарбазы Агыбай батыра неоднократно выходили победителями в боях против регулярных войск Российской империи. Они совершали нападения на военные укрепления — Каркаралы, Актау, Акмола. Также происходили бои вдоль рек Иргиз, Тобол, в Кокшетау, Кызылжаре, которые нередко заканчивались победой казахских воинов.
После смерти Кенесары хана Агыбай батыр продолжал воевать под командованием Сыздык Торе с царскими властями. До 1849 года он со своим отрядом нападал на российские крепости.

## Мавзолей Агыбай батыра
Похоронен в местности Тайаткан-Чунак на границе Сарыарки и Бетпакдалы. Ныне Шетский район Карагандинской области.
Мавзолей является памятником культовой архитектуры и истории XIX века. Расположен в 45 км к юго-западу от станции Киик, на левом берегу реки Сарыбулак Карагандинской области.

## Память
Жизнь Агыбай-батыра стала темой произведения Сакена Сейфуллина «Ақжолтай батыр».
Сейчас в столице Казахстана городе Астана имя Агыбай-батыра носит улица. В Балхаше на центральной площади ему установлен памятник и в честь него названа улица.